# 藍地交匯處
22°24′54″N 113°58′51″E / 22.4149385°N 113.980889°E
藍地交匯處（英語：Lam Tei Interchange）位於香港屯門區北部，是新界西其中一個主要的交匯處。交匯處連接青麟路、青山公路－嶺南段、青山公路－藍地段、元朗公路、屯門公路，被運輸署定為香港9號幹線一部分。